# Danail Mitev
Danail Marinov Mitev (in bulgaro Данаил Маринов Митев?; Stara Zagora, 11 gennaio 1984) è un ex calciatore bulgaro, di ruolo centrocampista.

## Carriera
Ha giocato nella massima serie dei campionati bulgaro, israeliano e maltese.

## Palmarès

### Club

#### Competizioni nazionali
- Vtora profesionalna futbolna liga: 1

Beroe: 2003-2004